# Parque Natural Municipal de Governador Valadares
O Parque Natural Municipal Emiliana Marques, conhecido também como Parque Natural Municipal de Governador Valadares ou Parque Municipal Dona Sinhá, é uma é uma área protegida situada no município de Governador Valadares, estado de Minas Gerais. A reserva abrange parte da região do Pico da Ibituruna e margens do Rio Doce.

## História
A criação do parque foi determinada no decreto nº 9.532, de 06 de junho de 2011, sob a gestão de Elisa Costa na prefeitura de Governador Valadares. O decreto declarava que o parque teria o objetivo de proteger e preservar os remanescentes do bioma da Mata Atlântica no município, reparar áreas degradas pela atividade agropecuária na área do parque, entre outras funções. Também buscava criar um corredor ecológico entre o Pico da Ibituruna e a área de preservação permanente (APP) do Rio Doce. As obras de implementação do parque iniciaram em 2012, e concluídas em 2013. No entanto, a inauguração teve de ser adiada para 2015 devido a um incêndio sem causas conhecidas. A implantação do parque foi um fruto de uma parceria entre a mineradora Vale e a prefeitura. A parceria entre o município e a Vale foi firmada em 2010, que também compreendeu outras obras de infraestrutura e lazer no município.
O parque foi inaugurado no dia 6 de fevereiro de 2015, como parte das comemorações pelo 77º aniversário da cidade.

## Estrutura e gestão
O parque tem uma área de mais de 400 mil metros quadrados, com remanescentes do bioma da Mata Atlântica, sendo uma Unidade de Conservação. O parque contém 160 vagas de estacionamento, um Centro de Educação Ambiental, um centro de exposições e um auditório com capacidade para 100 pessoas. Também conta com mirantes e trilhas ecológicas. Também há uma estrutura de lanchonete, mas que não funciona.
É gerenciado pela Secretaria Municipal de Meio Ambiente, Agricultura e Abastecimento (SEMA), com apoio de um Conselho Consultivo.